# Смолин, Пётр Александрович
Пётр Александрович Смолин (12 июля 1930 года, Москва, РСФСР, СССР — 12 апреля 2001 года, Москва, Россия) — советский и российский художник, член-корреспондент Российской академии художеств (1997).

## Биография
Родился 12 июля 1930 года в Москве, отец - Александр Петрович Смолин (1898—?) — старший инженер авиационной армии Особого назначения, военный инженер 1-го ранга, в 1938 г. был арестован, в 1956 г. реабилитирован и вернулся в Москву. Дядя - Петр Петрович Смолин, окончил физико-математический факультет МГУ, но позже увлекся биологией, был главным хранителем Дарвиновского музея, был репрессирован и реабилитирован, скончался в сентябре 1975г. 
В 1951 году — окончил Московскую среднюю художественную школу, в 1957 году — окончил Московский художественный институт имени В. И. Сурикова.
В 1997 году — избран членом-корреспондентом Российской академии художеств.
Пётр Александрович Смолин умер 12 апреля 2001 года в Москве.

## Творческая деятельность
Писал картины в «суровом стиле».
Основные произведения: «Выходной день на целине» (1954—1955), «У причала» (1955), «Рабочие Суэцкого канала» (1956), «1941 год» (1957).
Самые значительные работы созданы совместно с братом Александром Александровичем Смолиным (1927-94), среди которых: «Колхозницы Дагестана» — триптих (1959-60), «Полярники» (1961), «Стачка» (1964), «Таджикский пейзаж», «Старые суда» (оба — 1965), «Фашизм» — триптих (1970), «Мать и дочь» (1978), «Салют» (1980), «Карусель» (1991).

## Награды
- Заслуженный художник РСФСР (1981)